# Paksong
Paksong, Paxong (laot. ປາກຊ່ອງ) – miasto w Laosie, w prowincji Champasak, siedziba administracyjna dystryktu Paksong.
Z miasta eksportuje się kawę.